# Chiều cao sóng ý nghĩa
Chiều cao sóng ý nghĩa là một giá trị tính toán từ liệt tài liệu quan trắc sóng; và được lấy bằng chiều cao sóng trung bình của nhóm một phần ba các chiều cao sóng lớn nhất trong tài liệu của một đợt đo đạc sóng.
- Ký hiệu: Hs
- Đơn vị: m (cùng đơn vị với chiều cao sóng)

Về độ lớn, chiều cao sóng ý nghĩa gần bằng chiều cao sóng biểu kiến {\displaystyle H_{v}} (ước lượng bởi người nhìn trực tiếp). Một công thức được (Nordenstrom, 1969) đề nghị là:
{\displaystyle H_{s}=1.67\times {H_{v}}^{0.77}}
Với các giá trị thường gặp của chiều cao sóng trên thực tế Hv < 10 m thì Hs ≈ Hv
Khái niệm chiều cao sóng ý nghĩa được áp dụng phổ biến trong thiết kế các công trình ngoài biển và ven bờ.